# Chemotherapie-geïnduceerde misselijkheid en braken
Chemotherapie-geïnduceerde misselijkheid en braken (Engels: Chemo induced nausea and vomiting, ook wel afgekort tot CINV) is een combinatie van misselijkheid en braken die zich bij de patiënt vaak manifesteren tijdens een behandeling met chemotherapie.

## Fasen
CINV wordt ingedeeld in drie fases naargelang het verloop van de chemotherapie: voorafgaande CINV treedt bij 8 tot 20% van de patiënten op voor de start van chemotherapie in afwachting van de behandeling, tot 70% van de patiënten ervaren CINV binnen de 24 uur na het opstarten van de behandeling en/of worden ermee geconfronteerd na 24 uur tot binnen de 5 dagen na het opstarten van de chemo-behandeling.
Het is dan ook de verdienste van de toegepaste anti-emetica dat in belangrijke mate bijwerkingen van de chemokuur efficiënt kunnen behandeld worden, zo niet toch verminderd, echter niet in alle situaties en niet bij alle patiënten.

## Fysiologie
CINV wordt getriggerd in de hersenen (ter hoogte van de area postrema). Het behandelingsschema richt zich vooral op het blokkeren van de receptoren voor de neurotransmitters endorfine, serotonine en neurokinine-1 die verantwoordelijk zijn voor het opwekken van CINV.

## Behandeling
Voor de behandeling van CINV, voorafgaand aan of tijdens de chemokuur, is het wetenschappelijk bewezen dat een beroep gedaan kan worden op medicaties of combinaties ervan die een positieve bijdrage kunnen leveren aan de levenskwaliteit van de patiënt en die, afhankelijk van de behandelingsfase, ook preventief kunnen gebruikt worden. Verschillende hiervan worden oraal toegediend en andere worden in het kader van effectiviteit, tijdens de chemo intraveneus toegediend.
Vandaag, anno 2023 worden combinaties toegepast van Fosnetupitant, Palonosetron, Aprepitant, Fosaprepitant, Netupitant, Rolapitant en Granisetron (Akynzeo, Varuby, Kytril en Emend), die de prikkels tegenhouden, zodat het braakcentrum ze niet meer ontvangt. Hierdoor vermindert de misselijkheid en de braakneigingen. Ook zorgen ze ervoor dat andere medicijnen tegen misselijkheid beter werken, zoals dexamethason, dat vaak in combinatie met voorgaande toegediend wordt.
De behandelende arts bepaalt individueel per patiënt welke medicatie op welke wijze verstrekt wordt, vaak afhankelijk van de effectiviteit ervan bij die patiënt.

## Gember, niet-medicinaal supplement
Gember, dat door de Amerikaanse Food and Drug Administration algemeen beschouwd wordt als veilig, wordt ter bestrijding van misselijkheid en braken aanvullend op de reguliere medicatie gebruikt bij onder andere gastro-intestinale stoornissen, spier- en gewrichtspijn, bewegingsziekten, zwangerschap en nabehandeling na chirurgie, alhoewel nog zonder wetenschappelijk bewezen effectiviteit.
Alhoewel er weinig diepgaand bestudeerd wetenschappelijk bewijs is dat de preventieve toediening van gemberpreparaten de levenskwaliteit verbeteren door CINV te onderdrukken, is dit vooral een subjectieve persoonlijke beslissing die verantwoord wordt door het aanvoelen van de patiënt of dit bijdraagt tot zijn welgevoelen bij gebruik ervan.